# Paz de Brindisi
La paz de Brindisi fue un pacto negociado en la ciudad de Brundisium (la actual Brindisi) en el 40 a. C. entre los tres miembros del Segundo Triunvirato: Cayo Julio César Octaviano (el futuro César Augusto, primer emperador romano), Marco Antonio y Marco Emilio Lépido.
El tratado se puede enmarcar en una situación de inestabilidad política, la cual sucedió a la muerte de Julio César el 15 de marzo de 44 a. C. De entre todas las personas que ambicionaban ocupar el lugar que tenía César, pronto se distinguieron el hijo adoptivo de este, Octaviano, y su lugarteniente, Marco Antonio, ambos, al principio, unidos para combatir a Casio y Bruto. Para poder hacer frente a los asesinos de César, y oficialmente para restaurar el orden público y devolver la estabilidad a la República, Octaviano, Marco Antonio y Lépido establecieron el Segundo Triunvirato en 43 a. C.. El Triunvirato tenía una duración quinquenal y, a diferencia del Primer Triunvirato, este era un pacto legal (triumviri rei publicae costituendae); además se repartieron el Estado romano entre los tres senadores.
El acuerdo que estableció el Segundo Triunvirato (43 a. C) se demostró enseguida muy débil, tanto que entró en crisis el año después de la batalla de Filipos, en la cual triunfaron Marco Antonio y Octaviano (Lépido se quedó en Roma). Con el tratado Marco Antonio obtuvo la Galia y las provincias orientales, con la misión de reorganizarlas, Octaviano decidió sabiamente establecerse en el centro del poder, Roma, a pesar de que la península italiana se encontraba devastada, y administrar las zonas occidentales de la República, para así ganar influencia en el Senado y afianzar su poder político; mientras Lépido se quedó con la provincia de África y de Numidia, aunque progresivamente fue marginado por Octaviano. Poco a poco, la cohesión entre los triunviros se hizo más débil, las relaciones más desequilibradas y las áreas de influencia se polarizaron en «este-oeste», preconizando cuatro siglos antes la división del Imperio romano bajo los gobiernos de Diocleciano o Teodosio.
La situación se precipitó con la guerra de Perusia en 41 a. C., en la que la mujer de Antonio, Fulvia, y su hermano, el cónsul Lucio Antonio, se erigieron como portavoces de los desposeídos itálicos y de los senadores que afirmaban la preeminencia del poder consular sobre el poder del Segundo Triunvirato. El conflicto acabó con la victoria de Octaviano, el cual envío al exilio a Fulvia y nombró gobernador de Hispania a Lucio, para alejarlo de Roma; estas acciones consiguieron que aumentara la tensión entre los dos triunviros.
Antonio volvió a Italia y desembarcó en Brindisi, donde se reunió con Octaviano. Quién, con la mediación de Mecenas, los dos senadores establecieron el acuerdo de Brindisi para restablecer, en ese pacto se estipulaba el matrimonio entre Marco Antonio y la hermana de Octaviano, Octavia. Con este nuevo tratado, que sustituyó el del año 43 a. C., se hizo una nueva división de poder:
- Lépido mantuvo África, pero siguió estando en segundo plano (finalmente Octaviano le arrebató la provincia de África, aunque Lépido mantuvo su título de pontifex maximus).
- Antonio recibió las provincias orientales y perdió el control de la Galia.
- Octaviano obtuvo las provincias occidentales, Italia e Iliria.

La paz obtenida en Brindisi fue breve y la guerra entre Octaviano y Marco Antonio estalló en el año 32 a. C.. Con la derrota de Antonio y Cleopatra en la batalla naval de Accio en 31 a. C. y la muerte de ambos un año después, Octaviano se convirtió en el líder indiscutible de la moribunda República romana. En el año 27 a. C. Octaviano devolvió el poder oficialmente al Senado, dando lugar al período de la historia romana conocido como el Imperio romano.